# Leoluca Orlando
Leoluca Orlando (ur. 1 sierpnia 1947 w Palermo) – włoski polityk, parlamentarzysta, burmistrz Palermo i eurodeputowany, zaangażowany w działalność antymafijną.

## Życiorys
Z wykształcenia prawnik, absolwent Università degli Studi di Palermo. Studiował też w Niemczech i Wielkiej Brytanii. Pracował jako nauczyciel akademicki na macierzystej uczelni w Palermo, a także jako konsultant OECD w Paryżu. Był także doradcą prawnym Piersantiego Mattarelli, prezydenta Sycylii, zabitego przez mafię w 1980.
Należał do Chrześcijańskiej Demokracji. Z jej ramienia w 1980 został radnym Palermo. W latach 1985–1990 po raz pierwszy sprawował urząd burmistrza tego miasta, podejmował działania mające na celu ograniczenie w mieście wpływów mafii. W 1992 wybrano go na posła do Izby Deputowanych XI kadencji, a rok później powrócił na urząd burmistrza Palermo.
Po odejściu z DC założył w 1991 ruch polityczny zwany La Rete, z którym przystąpił później do Demokratów Romano Prodiego. W 2001 znalazł się wśród twórców partii Margherita. W latach 1994–1999 sprawował mandat posła do Parlamentu Europejskiego, wchodząc w skład Grupy Zielonych w PE.
W 2000 zakończył urzędowanie jako burmistrz. Kandydował na stanowisko prezydenta Sycylii, został jednak pokonany przez Salvatore Cuffaro z koalicji centroprawicowej. W 2006 wykluczono go z Margherity, gdy wbrew oficjalnemu stanowisku partii poparł Ritę Borsellino w kolejnych wyborach regionalnych. Wkrótce Leoluca Orlando dołączył do populistycznego ugrupowania Włochy Wartości Antonia Di Pietro, obejmując w IdV funkcję rzecznika prasowego. W 2006 i 2008 z ramienia tej partii uzyskiwał mandat deputowanego XV i XVI kadencji. W 2012 ponownie został burmistrzem Palermo (reelekcja w 2017), zakończył urzędowanie w 2022.
W 2024 z ramienia lewicowej koalicji AVS został posłem do Europarlamentu X kadencji.